# SOR C 7,5
SOR C 7,5 je model meziměstského linkového midibusu o délce přibližně 7,5 m, který ve druhé polovině 90. let 20. století vyráběla česká společnost SOR Libchavy. 

## Konstrukce
SOR C 7,5 je dvoudveřový autobus s polosamonosnou karoserií, který je určen pro příměstskou či meziměstskou linkovou dopravu. Prostorový rám vozidla je svařen z ocelových profilů. Zadní náprava je hnací, motor a mechanická převodovka jsou umístěny v zadní části vozu. Midibus má v pravé bočnici dvoje výklopné, jednokřídlé dveře.

## Výroba a provoz
Vozy C 7,5 byly prvními autobusy vyrobenými společností SOR. Prototyp tohoto vozidla vznikl v roce 1993, sériová výroba začala roku 1995. Od tohoto typu byl odvozen městský midibus B 7,5. Výroba obou typů ale byla vzhledem k nevelkému zájmu zákazníků poměrně brzo ukončena (C 7,5 v roce 2001).
Vozidla tohoto typu vlastní např. Dopravní podnik města Děčína, který je využívá nejen pro linkovou, ale i pro zájezdovou dopravu. Celkem čtyři vozy (včetně prototypu) také vlastnily Kadaňské technické služby (provozovatel MHD v Kadani), jeden vůz v roce 2005 prodaly do Klášterce nad Ohří. Zde tento druhý vyrobený autobus značky SOR z roku 1995 jezdil na linkách místní MHD, vyřazen byl na podzim roku 2010. Autobusy SOR C 7,5 také jezdí např. v Kutné Hoře, Semilech, Kroměříži či v Ostravě (dopravce Radovan Maxner).

## Historické vozy
- Busline (vůz SPZ 1L0 5826)